# Gaspar de Barrionuevo
Gaspar de Barrionuevo y Carrión (Toledo, 1562-Sicilia ¿h. 1630?) fue un poeta y dramaturgo español del Siglo de Oro.

## Biografía
De profesión contador, procedía de una familia de mercaderes "cristianos viejos, limpios de toda mácula de moros ni judíos" y su hermana Clara Barrionuevo y Carrión fue una renombrada poetisa. Participó en 1583 en la reconquista de las islas Azores, al lado del marqués de Santa Cruz, en cuya armada ejercía como contador, y en esa empresa conoció a Lope de Vega. Tal vez estuviera también en 1588 en la Armada invencible. Siguió cultivando su amistad con Lope cuando ambos coincidieron en Valencia por 1599, donde Lope sobrellevaba su destierro de Madrid; el Fénix correspondió dirigiéndole en Sevilla la magnífica epístola "Gaspar, no imaginéis que con dos cartas..." de sus Rimas, y el soneto "Gaspar, si enfermo está mi bien, decidle...", también en las Rimas; además lo recordó en la epístola IX de La Filomena y lloró su muerte en el Laurel de Apolo. 
Tras pasar por Toledo se embarcó para Italia, donde permaneció un par de años, y regresó a Toledo con la intención de ordenarse sacerdote, pero no lo consiguió, pese a sus gestiones en Roma, pues volvió a Italia en 1610 acompañando al Conde de Lemos cuando este fue nombrado Virrey de Nápoles, participando en la Academia poética que reunió en su palacio y que integraba a los tres Argensolas, Lupercio, Bartolomé y Gabriel, Antonio Mira de Amescua, Francisco de Ortigosa, Antonio de Laredo y Coronel y otros muchos, según indicó don Diego Duque de Estrada, que también anduvo por allí. Como Cervantes lo alaba en su Viaje del Parnaso (1613) llamándole todavía "Contador", debía ejercer aún ese oficio. Sus últimos años los pasó en Madrid, participando en academias literarias, aunque al parecer falleció en Sicilia, según Lope de Vega, quien lo da allí como fallecido en su Laurel de Apolo, redactado entre 1628 y 1630, y Abraham Madroñal, principal estudioso de su biobibliografía, entre 1623 y como mucho 1630.

## Obras
Fue "celebrado por sus sazonados entremeses", pero ha quedado muy poco de su obra literaria. Fue mal atribuido su entremés El triunfo de los coches, de hacia 1611, que no es de Gabriel de Barrionuevo, como pensó el erudito decimonónico Cayetano Alberto de la Barrera, aunque tal vez existió un entremesista de este nombre. Se le atribuyen además los entremeses El toquero (que no parece coincidir con su lenguaje y estilo) y el famoso de Los habladores, también atribuido a Miguel de Cervantes, que sí posee mayor semejanza con sus usos lingüísticos. En cuanto a su poesía, casi toda dispersa o perdida, contribuyó con un soneto a los liminares de la novela pastoril Arcadia de Lope de Vega y contribuyó con un romance a las Fiestas que... la ciudad de Toledo hizo al nacimiento del príncipe nuestro señor Felipe IV (Madrid, 1605).